# Frey-Syndrom
Unter dem Begriff Frey-Syndrom, auch als Aurikulotemporales Syndrom, Gustatorisches Schwitzen und Gustatorische Hyperhidrose bezeichnet, versteht man ein abnorm ausgeprägtes Schwitzen in umschriebenen Hautbezirken des Gesichts-Hals-Bereiches, das während des Verzehrs jeglicher Speisen bzw. bei gustatorischen (d. h. Geschmacks-)Reizen wie z. B. Bonbonlutschen, Schmecken, Kauen, Beißen ausgelöst wird.
Das Frey-Syndrom hat den Namen nach der polnischen Neurologin Łucja Frey-Gottesman (1889–1942) erhalten, die das Krankheitsbild im Jahre 1923 beschrieb. Es gibt allerdings bereits frühere Beschreibungen von Duphenix (1757) und von Baillarger (1853) und wird deshalb zum Teil auch als Frey-Baillarger-Syndrom bezeichnet.

## Ursache
Das sogenannte „Geschmacksschwitzen“ entsteht dadurch, dass vegetative parasympathische (sekretorische) Nervenimpulse, die einem üblicherweise der Speichelsekretion dienenden Nervenast (Chorda tympani) des siebten Hirnnervs (Nervus facialis) entstammen, fehlgeleitet wurden. So kommt es etwa nach einem Trauma, einer Operation etc. im Rahmen der Wiedereinsprossung, d. h. der Regeneration der geschädigten Nerven, zu einem neuen, fehlerhaften Nervenkontakt mit (sympathischen) Nervenfasern, die eigentlich der Schweißsekretion dienen. Bildlich gesprochen haben die (den beiden Nervenfasertypen gemeinsamen chemischen) Impulse, die über den Überträgerstoff Acetylcholin vermittelt werden, ihr ursprüngliches Zielorgan, die Speicheldrüse, verloren und im Rahmen der Heilung stattdessen „versehentlich“ an den Schweißdrüsen angedockt. Bei jeder Situation, bei der normalerweise Speichelfluss ausgelöst würde, kommt es nun also zur Schweißsekretion und man kann den Patienten plötzlich von außen ansehen, wie ihnen „das Wasser im Munde zusammenläuft“.
Die Symptome zeigen sich dementsprechend in der Regel nach einer Operation, nach teilweiser oder kompletter Entfernung von Speicheldrüsenanteilen, nach einem Trauma, einer peripheren Fazialisparese oder einer Entzündung insbesondere der Ohrspeicheldrüse (lat. Glandula parotis) oder der Unterkieferspeicheldrüse (lat. Glandula submandibularis). In einigen Fallbeispielen wurde es bereits nach der Geburt beobachtet und zumeist als Folge eines Geburtstraumas gewertet, beispielsweise durch eine Geburtszange, die durch Druck die Speicheldrüse verletzt.

## Therapie
Mittels lokaler Injektion von Botulinum Toxin A kann das für den betroffenen Menschen sehr beeinträchtigende Syndrom des gustatorischen Schwitzens heute effektiv behandelt werden.